# أذن يهوذا
أذن يهوذا أو سُرًّة النجف (الاسم العلمي Auricularia auricula-judae)، فطر من ربتة الدعاميات وفصيلة الأذينية، مُؤذَّن أو قمعي الشكل (كؤيسي الشكل)، جيلاتياني، مُحمر اللون البني وهو طازج، مُسودّ اللون البني، مُلتو وفَتُوت إذا تجفف، ينمو على أشجار البيلسان العتيقة.
لم يزل هذا الفطر يُتسعمل في بعض المناطق الأوروبية، في نُقاعة من الخل ضد الاستسقاء، وفي نُقاعة من الحليب ضد الذُّيحة.